# Новрузлу
Новрузлу (азерб. Novruzlu) — село в Агдамском районе Азербайджана. Расположено на высоте 242 м.

## История
В составе Российской империи село находилось в составе Шушинского уезда Елизаветпольской губернии. По данным «Кавказского календаря» 1912 года в селе жило 788 человек, в основном азербайджанцев, указанных «татарами».
В ходе Карабахской войны село перешло под контроль непризнанной Нагорно-Карабахской Республики, контролировавшей село с начала 1990-х до осени 2020 года, и согласно её административно-территориальному делению было расположено в Мартунинском районе НКР.
Согласно трёхстороннему заявлению о прекращении огня, 20 ноября 2020 года Агдамский район был возвращён Азербайджану.

## Население
По статистике на 4 июля 1993 г. 698 семей, 2666 человек.

## Известные личности
- Алиев, Рафик Азиз оглы - член-корреспондент НАНА, профессор.
- Али Амирли - писатель, драматург.
- Джахангир Мамедли - журналист, профессор.
- Искандер Новрузлу - певец, композитор, гитарист, поэт.
- Аллахверди Долханов - эколог, доцент.
- Шахвалад Гулиев - основатель Мингячевира.